# Pomacle
Pomacle település Franciaországban, Marne megyében. Lakosainak száma 530 fő (2022. január 1.). Pomacle Bazancourt, Caurel, Lavannes, Isles-sur-Suippe, Boult-sur-Suippe, Witry-lès-Reims és Bourgogne-Fresne községekkel határos.

## Népesség
A település népességének változása:
| Lakosok száma | 231  | 265  | 315  | 340  | 433  | 436  | 454  | 465  | 486  | 530  |
|               | 1968 | 1982 | 1990 | 2006 | 2013 | 2015 | 2017 | 2019 | 2020 | 2022 |